# 基督教派系
基督教主要分爲天主教會、東正教會、新教等三大宗派，其根本性的差異出自對部分神學論點或信理的理解不同。其中，較晚形成的新教包含眾多獨立的教派或教會。除這三大宗派外，亦有許多古老與新兴的教派，可能會持守跟三大宗派些許不同的教理（例如東方正統教會）。

## 派别概述
基督教經過兩千年的發展，包括兩次的教會大分裂，形成現今所見的三大宗派：天主教會、東正教會及新教，但實際上細分為更多的教派或教會。較少人信仰的東方正統教會和東方亞述教會與東正教會一併稱為東方基督教；對於自認有獨特教義的聖公宗和五旬節運動與靈恩運動，在大部分的書籍上都歸入新教；而天主教會和新教又被一併稱為西方基督教，每一个教派下面又有众多分支。
宗派主義是一觀念形態，其認為一些或所有的基督教教派不論其標籤為何，都是相同事物下的不同版本。但不是所有的教派都如此認為，天主教就不將這一具有可替換性的觀念授與於神學教導上。另外有些團體會被其他大部份的教派視為叛教或異端，而不被認可為基督教的一支。
這類自稱基督教但不一定被其他宗派認同的團體，有時被稱為「基督教系新興宗教」，如拉斯塔法里運動、耶穌基督後期聖徒教會、耶和華見證人、普救一位神教、統一教、東方閃電等，有些會被很多人認為是邪教，但更多是認為僅是一種對基督教的改革運動。
在早期教会被认为是异端的一些运动今日已不复存在，它们通常并不被当作是基督教派，如诺斯替主义，以便尼主义以及亚流主义。今日基督教世界最大的分别在于東正教会、天主教会、以及宗教改革后产生种种不同的教派（即新教）；但他們自近代後開始走向合一，對存有爭議的信理找出最大公約數。此外，东正教和新教之间也存在不同程度的合一与分裂。

### 西方
西方基督教的產生，主要源於所謂「西方拉丁世界與東方希臘世界」的文化差異。西方基督教的原始中心是羅馬，使用拉丁語，並擴及至受古羅馬（拉丁）文化影響的歐洲地區；之後通過西方地理大發現和全球開拓，而把基督教擴展至全世界，使基督教成為全世界的主流宗教之一。其主要分为两大分支：天主教會和新教，其中新教分為若干主流宗派或教會。
天主教會自認是「大公教會」（catholic church），因此从不自称为一个教派，而且與新教不同的是，天主教會本身就是一個組織運作綿密的教會，教宗是該教會的領導人，奉行終身制，但在全世界依一定區域劃設教區、在市鎮地帶設置堂區，因此全球擁有13億成員的天主教会是全球最大和最具組織性的宗教組織。位於羅馬（包含梵蒂岡城）的聖座是全世界天主教會的中樞機構，對全世界不論在文化和宗教上均具有強大的影響力。
至於新教分面，聖公宗、長老宗、浸禮宗、循道宗和路德宗通常都认为是新教教派，但严格说来，他们之中只有路德宗是直接因反对天主教会而创立的，而圣公宗則因英格蘭宗教改革而從天主教会脫離，被当作新教的一部分，但教會體制及禮儀與天主教會相近。美國和巴西是全球最多人信奉基督教的國家，當中美國較多信奉新教，巴西則較多信奉天主教會，而近年活躍在全球的福音派勢力逐漸崛起。

### 东方
东方基督教最大的宗教組織是東正教會，現時主要集中在中東歐國家。相對於天主教會採取以教宗為首的「中央集權」教政體制，東正教會是由諸多「自主教會」共融形成的整體。歷史上，東羅馬帝國首都君士坦丁堡是東正教會的中樞所在，因此君士坦丁堡牧首被視為東正教會名義上的精神領袖。
現時東正教會規模最大的自主教會是俄羅斯正教會，這與中東歐的東正教會在東羅馬帝國滅亡後走向衰弱、以及俄羅斯國力逐漸增強有關。

## 历史
| 基督教主要的支派 恢復運動 重浸宗 聖公宗 歸正宗 信義宗 （拉丁禮） 天主教會 （東方禮） 東正教會 東方正統教會 東方亞述教會 東方古教會 東方教會 早期教會 新教 西方基督教 東方基督教 以弗所會議（431年） 迦克墩會議（451年） 東西大分裂 （11世紀） 宗教改革 （16世紀） （復合） |

## 教派及组织列表
- 基督教教派列表
- 香港基督教教會列表

## 外部鏈接
- Christian Denominations （页面存档备份，存于） History, profiles and comparison charts of major Christian denominations.
- Denominational links （页面存档备份，存于） from the Ecumenism in Canada （页面存档备份，存于） site
- The Christian Post （页面存档备份，存于）
- Canadian Church Headquarters （页面存档备份，存于）
- The Eastern Christian Churches – A Brief Survey （页面存档备份，存于）
- Denominations at WikiChristian （页面存档备份，存于）
- Map Gallery of Religion in the United States
- Guia de Protestantismo （葡萄牙文）